# Данбурит
Данбуритът е рядък боросиликатен минерал на калция. Среща се в различни цветове, но обикновено е изцяло безцветен. Има ограничено приложение в бижутерията. Някои кристали данбурит с ювелирно качество приличат на топаз.

## Откриване
За първи път данбуритът е идентифициран като отделен минерал през 1839 г.

## Етимология
Минералът е кръстен на града, в чийто околности е открит Данбъри, близо до Феърфийлд, Кънектикът, САЩ.

## Физични свойства
Данбуритът се среща в различни цветове. Те могат да бъдат бели, кафяви, златисти или бледорозови, но обикновено са изцяло безцветни.
Кристалите на данбурита принадлежат към орторомбичната система и имат плочест хабитус. Много от кристалите му са призматични, с ромбоидни напречни сечения. Когато не е на кристали, обикновено се среща като безформени образци, притежаващи масивен хабитус.
Данбуритът има твърдост от 7 по скалата на Моос и лесно може да одраска стъкло, стомана и мед.
Понякога данбуритът променя цвета си в зависимост от осветлението и посоката на наблюдение, проявявайки слабоизразен плеохроизъм.

## Химични свойства
Данбуритът е неразтворим в солна киселина. Той се стопява лесно на открит пламък, оцветявайки го в зелено заради съдържанието си на бор.

## Приложение
Въпреки че данбуритът е относително твръд, той е крехък и това ограничава употребата му като ювелирен камък – при шлифовка и фасетиране може да се счупи.
В редките случаи, когато се използва в бижутерията, той най-често се фасетира или оформя като кобошони. Кристалите се шлифоват под ъгъл 40° при короната и павилиона. Други подходящи шлифовки са брилянтната, смарагдовата и смесената.
Независимо от ограниченото си бижутерско приложение, той често се обработва така, че да добие привлекателен вид и колекционерска стойност.
Слабият плеохроизъм при данбурита подобрява външния вид и повишава стойността на минерала.

## Разпространение
Данбуритът се среща заедно с фелдшпат в залежи на доломит.
Въпреки че е рядък минерал, данбуритът е много разпространен в оскъдни количества в много части на света.
Едно от главните му находища все още е в Данбъри, Кънектикът. Някои от кристалите, открити в Чаркас, щата Сан Луис Потоси, Мексико, са дълги повече от 8 см. Данберит има още в Могоу (Мианмар), в Лацио (Италия), на остров Кюшу (Япония), в Махаритра (Мадагаскар), и във Валс (Швейцария).